# Durići
Durići (cyr. Дурићи) – wieś w Bośni i Hercegowinie, w Republice Serbskiej, w gminie Vlasenica. W 2013 roku liczyła 121 mieszkańców.